# Manuel Girona Rubio
Pour les articles homonymes, voir Manuel Girona.
Manuel Girona Rubio, né à Sagonte en 1939, est un homme politique valencien, président de la députation de Valence (1979-1983) et maire de Sagonte (1991-1997).

## Biographie
Docteur en sciences économiques et diplômé en sciences de l’information, il collabore à de nombreuses publications comme journaliste et dirige durant quinze ans une maison d'édition de littérature infantile à Valence.
Il est membre des GARS (Grups d'Acció i Reflexió Socialista), groupe qui intègre par la suite le Partit Socialista del País Valencià (PSPV). Lorsque celui-ci est intégré au Parti socialiste ouvrier espagnol pour devenir le PSPV-PSOE, il est élu président de la députation provinciale de Valence en 1979 grâce à un pacte avec le Partit Comunista del País Valencià, en remplacement d'Ignacio Carrau. En 1983 il est relevé par son parti et remplacé par Francisco Blasco Castany, maire d'Alzira, représentant d'une ligne moins nationaliste (valencien). Au cours de cette période, il est victime de diverses agressions de la part de groupes blavéristes et d'extrême droite dans le cadre du conflit identitaire de la bataille de Valence,,,.

## Œuvres
- Minería y Siderurgia en Sagunto (1900–1936) (1989)
- Una miliciana en la columna de hierro (2011)